# Diopsiulus royi
Diopsiulus royi är en mångfotingart som beskrevs av Demange och Jean-Paul Mauriès 1975. Diopsiulus royi ingår i släktet Diopsiulus och familjen Stemmiulidae. Inga underarter finns listade i Catalogue of Life.